# Grad Dugo Selo
Grad Dugo Selo är en stad i Kroatien.   Den ligger i länet Zagrebs län, i den nordöstra delen av landet, 20 km öster om huvudstaden Zagreb.